# 朱漪
朱漪（曾用名：朱佩茝、朱佩漪）（1921年9月30日—1998年2月21日），女，浙江宁波人，中国著名儿童剧导演，曾任中国儿童艺术剧院艺术委员会主任。
生于宁波农村，3岁到上海。1930年至1936年6月在上海天主堂小学上学，上小学时喜爱表演歌舞剧（“月明之夜”等），在电台播送歌曲“永别了我的弟弟”。
1936年6月至12月在上海“同義中学”上学，1937年1月至12月停学，1938年1月至4月在上海“华东女中”上学。
1936年加入我们的儿童剧社（上海小小流动剧团前身），并以团体身份参加中国共产党的外围组织——“上海文化界救国会”。
1936年秋参加“上海职业界救国联合会”，投身革命和抗日救亡运动。随剧社到难民收容处、近郊农村演戏，在街头剧《放下你的鞭子》中扮香姐，观众看过戏后激动地纷纷捐款。为星期小剧场演出“雷雨”而配唱和提词。
1937年8、9月间，和张建珍一起学习包扎与救护，到第十一伤兵医院当了一个多月的看护。
1938年4月28日底随上海小小流动剧团离开上海奔赴延安，在永嘉（今温州）停留三个月，进行抗日救亡戏剧演出。
1938年8月在汉口和全团成员同时参加民族解放先锋队。
1938年9月5日到安吴堡青训班，后转入艺术连。
1939年1月至9月随西青救战工团第一团开赴晋东南抗日前线进行战地抗日宣传，演出新编《三娘教子》中三娘，歌剧《农村曲》中王凤姑，同时为儿童队导演小话剧《小小游击队》。
1939年9月至1940年1月，因日寇即将大举扫荡，战工团的女同志、小同志回到安吴堡青训班，编入124队学习、劳动，并参加演出，演出苏联话剧《毁坏》中大姐，话剧《流寇队长》中大红鞋，话剧《大丹河》中大娘，独幕剧《九·一八》，《破坏》。
1940年1月，因国民党顽固派军队对安吴堡进行骚扰，青训班向延安撤退，1月底到达延安。
1940年1月至1941年10月在延安泽东青年干部学校学习，兼西北青年救国联合会总剧团演员。
1940年10月经张建珍、鲁亚农介绍，在延安参加中国共产党，举行入党仪式是在青干校党总支的窑洞里，由总支书记史青主持，看的第一本党内文件是“共产党人的世界”，那时党的秘密的过组织生活都在野外。
1940年秋成立延安青年艺术剧院，至1942年10月在延安青艺任演员。
1941年参加大生产运动，开荒，纺线，打毛衣。
1942年10月，青艺和部队艺术学校合并，属军委系统，成立为兵服务的联政宣传队，至1945年10月，任演员。在为庆祝苏联红军的胜利演出活报剧《红军万岁》中演苏联妇女。在话剧《雷雨》中扮四凤而被誉为“延安四凤”，此角色曾受到中央领导同志赞赏。在苏联话剧《铁甲列车》中扮白军军官妻子狄丽亚，在大型话剧《启蒙者》中扮大姐，大型话剧《沁源围困》中场记，为庆祝“七大”的大合唱中的合唱队员，在演出“上海屋檐下”时搞服装，受过表扬。
1942年党中央、毛主席发表四·二决定，各根据地展开整风运动。同年7、8月，全面审干开始，也就是常说的“抢救运动”（把干部从反动派手中抢救出来，动员大家自己坦白交代)，青艺95%以上的人承认自己是特务。
1942年夏，在毛主席“延安文艺座谈会讲话”的指导下，到三边（甘肃、宁夏、陕西交界处）演出，在大风沙中工作了半年多，到陇东演出，陇东一带部队都去过，编写当地的好人好事，创作话剧《女生大队》，在秧歌剧《兄妹开荒》中饰演妹妹，在歌剧《三边风光》中饰演劳模高仲和妻子，在《歌唱刘志丹》中饰演村女甲，在歌剧《周子山》中饰演海旺妻，並和白凌合编《婆婆纺线》(兼导演)。
1943年秋“抢救运动”结束后，进入甄别阶段。从三边回延安后，甄别工作已经完成，联政宣传部部长肖向荣宣布甄别结论，他说：开始断定“小小剧团”的人都是特务，我就有些怀疑，他们还这么小，怎么会都是特务呢？现在已经甄别清楚，“小小剧团”不是特务组织，没有问题。
1944年12月朱漪和阿侬结婚。婚后两天，到八路军三五八旅慰问演出。
1945年春，从三五八旅回来。不久，怀孕。抗战胜利后，党中央提出“十万干部下东北”。为了去东北工作，经肖向荣批准，朱漪做了人工流产。（文革后，小小聚会时，有人对朱漪儿子说：你还有个哥哥。）
1945年10月底，朱漪虽然还不能走路，经总队同意，随蒋南翔率领的“五四”队从延安行军至东北。
1946年1月，到达东北海龙县。东北局决定，“五四”队中12个搞艺术的人集中起来成立东北文工二团，朱漪兼任演员、编剧、导演。二团的路线：海龙--磐石--吉林--长春--哈尔滨--佳木斯（三进三出哈尔滨）--哈尔滨--吉林--长春--沈阳--北京。演出活报剧《东北人民大翻身》中工人妻，《粮食》，合唱中合唱队员，在《白毛女》中扮白毛女，在起义部队演出时，士兵们举枪欲向黄世仁开枪，为喜儿报仇。在秧歌剧《军爱民，民拥军》中扮王二嫂，获当地报刊好评，在李之华创作的三幕话剧《血债》中演伪区长妻。编导秧歌剧《土地还家》，解放后黑龙江省曾将此剧编入小学教科书。并编导《送公粮》、《争年画》（曾参加东北第一次文代会演出）、《送子入关》（出版单行本）。曾下农村参加土改，上前线采访战斗生活。
1946年在长春时曾参加慰问四平前方的部队。
1947年秋东北文工二团儿童队在黑龙江省佳木斯市建立，任儿童队第一任指导员。
1949年2月至1950年3月，随东北文工二团进关到北京，4月16日以东北文工二团为基础，成立“中国青年艺术剧院”，其中包括“儿童队”，任编导、创作室组员，并成为中国文联剧协成员。
1950年3月至10月，参加由青艺和铁道部合作的文化列车，管业务工作。10月下旬，随“中国青年访苏代表团”去苏联访问3个月。回剧院后曾任党支部副书记。
1951年与赵越合作导演苏联诗剧《丹娘》，创作独幕话剧《出车》（出版单行本）。
1951年，“儿童队”和乐队合并成为“舞蹈团”。
1951年冬，任青艺三五反运动办公室副主任。
1952年，在“舞蹈团”基础上成立中国青年艺术剧院附属中国少年儿童剧团（“中国儿童艺术剧院”前身），任五人领导小组成员之一。
1956年6月1日，该团由文化部正式命名为中国儿童艺术剧院，任院委。
1952年3月至8月，领导文化列车同志学习，然后担任“三反”“整党”办公室主任。
1952年在俄专学习俄文一年。
1953年8月赴苏联“莫斯科国立戏剧学院”导演系学习。
1957年在苏联普希金剧院首次演出曹禺话剧《雷雨》时任艺术顾问。
1958年夏利用回国休假，和邓止怡、白珊合作导演苏联童话剧《雪女王》，该剧参加建国十周年演出，和白珊合作导演朱漪与柯岩、白珊合编的童话剧《想不到》。
1959年留苏毕业回国，在中国儿童艺术剧院任导演、艺委会主任。
1960年为纪念列宁诞辰90周年，导演苏联话剧《以革命的名义》。周总理观后极赞赏此剧，指示“加些群众场面，可拍成电影。”遂又参加同名电影摄制。话剧、电影均在观众中引起强烈反响。剧中列宁的台词“忘记过去就意味着背叛”，不仅当时老少皆知，常常当作誓言，现在报刊文章中亦有人引用它，没想到那段台词会引起那么大的反响。
1961年导演老舍先生的童话剧《宝船》。
1963年导演《小戏》（四毛钱、小树苗、双双与姥姥、铅笔头的故事）、《小树苗》、《刘文学》。
1963年9月至12月率领儿艺农村演出队赴遵化、内蒙，主要演出《刘文学》、《箭杆河边》。
1966年导演《光辉的一生》、《一百分不算满分》、《焦裕禄》（执导）。
1970年到河北省宝坻县的“干校”参加劳动，“改造思想”。文革后期导演《红松林》、《白求恩》等。
1978年朱漪与耿震、邵冲飞合作导演由朱漪、邵冲飞、王正、林克欢合作创作的儿童剧《报童》，在庆祝建国三十周年献礼演出中获得演出一等奖，创作一等奖，同年摄成同名电影，在全国放映。
1979年与徐晓钟合作导演现代儿童剧《奇怪的101》，在建国30周年献礼演出中获得演出一等奖。
1980年与魏玉祥合作导演独幕剧《会粘知了的老师》，获1980年文化部观摩评比演出独幕话剧二等奖。
1980年导演儿童剧《寒丹鸟的秘密》，参加文化部观摩评比演出，获导演一等奖，演出二等奖。
1982年与周来合作导演王正编剧的儿童剧“喜哥”，获1982年全国儿童剧观摩演出优秀演出奖，后拍摄成同名电影。
1984年离休。
1985年为昆明儿艺调京演出的儿童剧《远山红叶》任艺术指导。
1987年中国儿艺复排《宝船》时任艺术指导。
1988年为辽宁儿艺调京演出的儿童剧《特殊夏令营》中任艺术指导。
八十年代后期曾对家人说：《以革命的名义》最后列宁的那段台词“以革命的名义想想过去，……忘记过去就意味着背叛”是我修改剧本时加进去的。
1959年至1966年、1978年至1984年曾任中国儿童艺术剧院艺委会主任。曾出席第一、三、四次全国文代会。曾任中国儿童戏剧研究会副理事长、常务理事、理事、北京会员。从艺四十七年，共演编导戏剧各三十多场，导演过的话剧中有七台戏获导演奖。
1993年，由于在中国儿童戏剧方面的杰出贡献，成为国务院政府特殊津贴的首批获得者。
1998年2月朱漪因肾功能衰竭去世。远在美国的刘晓阳送来一副挽联：
放下你的鞭子，小小剧团，雷雨交加四凤去。
以革命的名义，想想过去，宝船渡得报童来。
刘晓阳说：离休前任儿童艺术剧院艺术总监的朱漪阿姨出身小小剧团。上联是她演过的戏，《放下你的鞭子》和《雷雨》。朱漪阿姨演《雷雨》中的四凤。下联是她导演过的戏，从苏联带回来的《以革命的名义》、老舍编剧的《宝船》和第一个把周总理的形象搬上舞台的《报童》。